# Unión Social Cristiana de Baviera
La Unión Social Cristiana de Baviera (CSU; Christlich-Soziale Union in Bayern e.V.ⓘ) es un partido político alemán de ideología democristiana y conservadora. Fundado en 1945, la CSU solo tiene actividad en el estado federado de Baviera y está liderado desde enero de 2019 por Markus Söder, ministro-presidente de Baviera.
En el Parlamento alemán, la CSU forma un grupo parlamentario conjunto con la Unión Demócrata Cristiana (CDU), su equivalente en los demás estados federados de Alemania. Sin embargo, las posiciones de los dos partidos no siempre coinciden y la política de la CSU es en ocasiones más conservadora.

## Historia
| Presidente | Presidente         | Período Inicio y final                         |
| ---------- | ------------------ | ---------------------------------------------- |
| 1.º        | Josef Müller       | 17 de diciembre de 1945 28 de mayo de 1949     |
| 2.º        | Hans Ehard         | 28 de mayo de 1949 22 de enero de 1955         |
| 3.º        | Hanns Seidel       | 22 de enero de 1955 16 de febrero de 1961      |
| 4.º        | Franz Josef Strauß | 18 de marzo de 1961 3 de octubre de 1988       |
| 5.º        | Theodor Waigel     | 16 de noviembre de 1988 16 de enero de 1999    |
| 6.º        | Edmund Stoiber     | 16 de enero de 1999 29 de septiembre de 2007   |
| 7.º        | Erwin Huber        | 29 de septiembre de 2007 25 de octubre de 2008 |
| 8.º        | Horst Seehofer     | 25 de octubre de 2008 19 de enero de 2019      |
| 9.º        | Markus Söder       | 19 de enero de 2019 en el cargo                |

La Unión Social Cristiana de Baviera fue fundada en 1945, tras el final de la Segunda Guerra Mundial, reclamandose como heredero del Partido Popular Bávaro, la rama católica, nacionalista y más tradicionalista del Partido de Centro de la República de Weimar (1918-1933). Desde su creación la CSU solo se ha presentado a las elecciones de Baviera, donde ha ganado todos los comicios históricos tras la guerra: desde 1962 hasta 2008 la CSU obtuvo la victoria con mayoría absoluta de escaños, y desde 1970 hasta 2008 lo hizo con más del 50% de los votos. Uno de sus mayores éxitos fueron las elecciones bávaras de 2003, en las que consiguió el 60,7% de los votos y más de dos tercios de los escaños del parlamento bávaro. Sin embargo, en las elecciones bávaras del 28 de septiembre de 2008 cayó al 43,4% de votos, lo cual también significó la pérdida de la mayoría absoluta en el Parlamento Regional Bávaro. Por lo tanto, por primera vez en más de cuarenta años necesitó un socio de coalición para seguir en el gobierno, viéndose obligada a cerrar un pacto de gobierno con el Partido Democrático Libre (FDP). En las Elecciones bávaras de 2013, sin embargo, la CSU recuperó la mayoría absoluta, pudiendo gobiernar nuevamente en solitario. En las elecciones estatales de Baviera de 2018, la CSU sufrió perdidas considerables y nuevamente perdió su mayoría absoluta, viéndose obligada a formar un gobierno de coalición con los Freie Wähler.
En 1983 un sector minoritario de la CSU, compuesto por militantes descontentos con la política del presidente Franz Josef Strauß, decidieron abandonar el partido y a su vez crearon el partido ultraderechista Die Republikaner. El nuevo partido logró cosechar algunos éxitos durante los siguientes años, aglutinando en torno a sí mismo a los sectores de extrema derecha, aunque desde entonces su influencia ha decaído.
Históricamente, el ministro-presidente bávaro casi siempre ha pertenecido la CSU, excepto durante dos períodos cortos comprendidos entre 1945 y 1946 y entre 1954 y 1957, cuando se formó un gobierno de coalición de todas las fuerzas políticas bávaras a excepción de la CSU, en ambos casos bajo el ministro-presidente Wilhelm Hoegner, del Partido Socialdemócrata (SPD).

## Relaciones con la CDU
La CSU es el partido hermano de la Unión Demócrata Cristiana (CDU). El ámbito de actuación de la CSU se limita exclusivamente al territorio de Baviera, mientras que la CDU opera en el resto de Alemania, pero no en Baviera. Aunque teóricamente son dos partidos independientes, a nivel federal, los partidos forman una facción común bajo el nombre de CDU/CSU, más conocidos como "La Unión". No obstante, desde 1949 ningún canciller federal ha procedido desde la CSU, aunque Strauß y Edmund Stoiber fueron candidatos por la CDU durante las elecciones federales de 1980 y 2002. En el caso de Strauß, su pretensión de ser Canciller federal fue un desastre, ya que la CDU/CSU obtuvo un magro resultado en las elecciones de 1980, y Strauß incluso llegó a obtener malos resultados en Baviera. En ambos casos los candidatos bávaros a la Cancillería fueron superados por el Partido Socialdemócrata (SPD). Más allá de las cuestiones a nivel federal, en resto de ámbitos los dos partidos son totalmente independientes.
Desde su creación, la CSU ha mantenido unas políticas más conservadoras que la CDU.

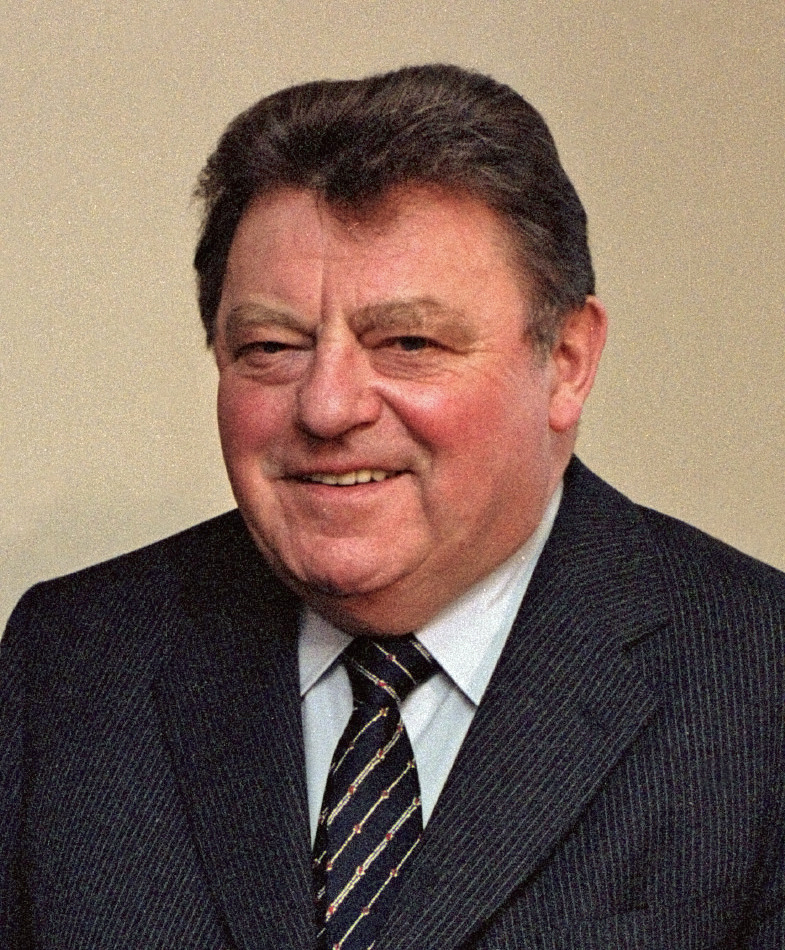
Franz Josef Strauß, el político más emblemático de la CSU.

## Resultados electorales

### Elecciones de Baviera

Estado federado de Baviera, donde la CSU encabeza el gobierno.

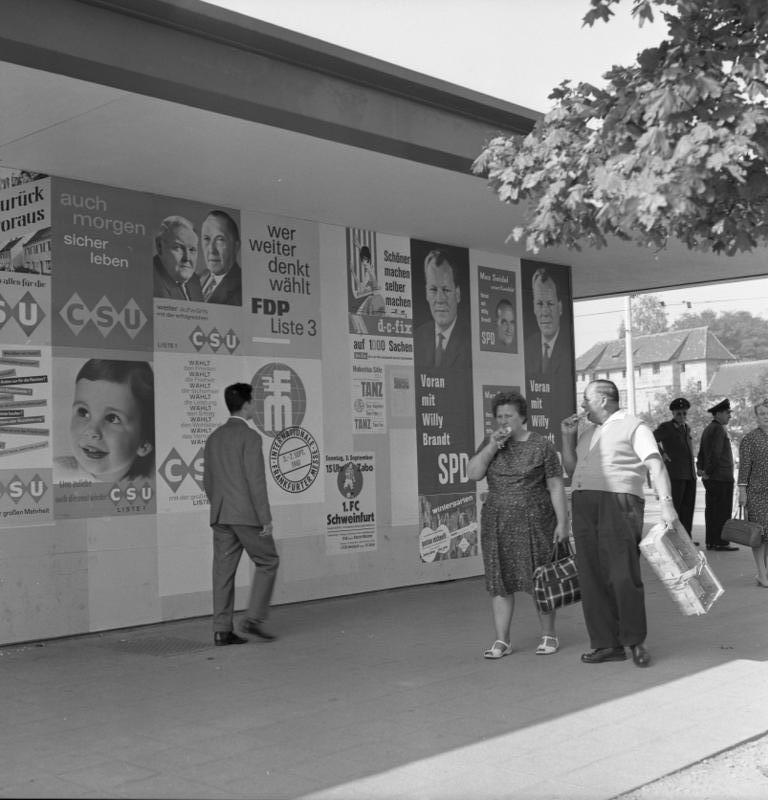
Carteles electorales en Núremberg para las Elecciones federales de 1961.

| Año       | # de votos directos | # de votos de lista | % de votos de lista | # de escaños obtenidos | +/– | Gobierno             |
| --------- | ------------------- | ------------------- | ------------------- | ---------------------- | --- | -------------------- |
| Jun. 1946 |                     | 1 587 595 (#1)      | 58.3                | 109/180                |     | Gobierno en mayoría  |
| Dic. 1946 |                     | 1 593 908 (#1)      | 52.2                | 104/180                | 5   | Gobierno en mayoría  |
| 1950      | 1 264 993           | 1 262 377 (#1)      | 27.4                | 64/204                 | 40  | Coalición con SPD    |
| 1954      | 1 855 995           | 1 835 959 (#1)      | 37.9                | 83/204                 | 19  | Oposición            |
| 1958      | 2 101 645           | 2,091,259 (#1)      | 45.5                | 101/204                | 18  | Coalición con GB/BHE |
| 1962      | 2 343 169           | 2 320 359 (#1)      | 47.5                | 108/204                | 7   | Gobierno en mayoría  |
| 1966      | 2 549 610           | 2 524 732 (#1)      | 48.1                | 110/204                | 2   | Gobierno en mayoría  |
| 1970      | 3 205 170           | 3 139 429 (#1)      | 56.4                | 124/204                | 14  | Gobierno en mayoría  |
| 1974      | 3 520 065           | 3 481 486 (#1)      | 62.0                | 132/204                | 8   | Gobierno en mayoría  |
| 1978      | 3 394 096           | 3 387 995 (#1)      | 59.1                | 129/204                | 3   | Gobierno en mayoría  |
| 1982      | 3 557 068           | 3 534 375 (#1)      | 58.2                | 133/204                | 4   | Gobierno en mayoría  |
| 1986      | 3 142 094           | 3 191 640 (#1)      | 55.7                | 128/204                | 5   | Gobierno en mayoría  |
| 1990      | 3 007 566           | 3 085 948 (#1)      | 54.9                | 127/204                | 1   | Gobierno en mayoría  |
| 1994      | 3 063 635           | 3 100 253 (#1)      | 52.8                | 120/204                | 7   | Gobierno en mayoría  |
| 1998      | 3 168 996           | 3 278 768 (#1)      | 52.9                | 123/204                | 3   | Gobierno en mayoría  |
| 2003      | 3 050 456           | 3 167 408 (#1)      | 60.6                | 124/180                | 1   | Gobierno en mayoría  |
| 2008      | 2 267 521           | 2 336 439 (#1)      | 43.4                | 92/187                 | 32  | Coalición con FDP    |
| 2013      | 2 754 256           | 2 882 169 (#1)      | 47.7                | 101/180                | 9   | Gobierno en mayoría  |
| 2018      | 2 495 186           | 2 550 895 (#1)      | 37.2                | 85/205                 | 16  | Coalición con FW     |
| 2023      | 2 527 810           | 2 531 761 (#1)      | 37.0                | 85/203                 | 0   | Coalición con FW     |

### Elecciones federales
| Año  | # de votos directos | # de votos por lista | % de votos por lista | # de escaños obtenidos | +/– |
| ---- | ------------------- | -------------------- | -------------------- | ---------------------- | --- |
| 1949 |                     | 1 380 448            | 5.8                  | 24/402                 |     |
| 1953 | 2 450 286           | 2 427 387            | 8.8                  | 52/509                 | 28  |
| 1957 | 3 186 150           | 3 133 060            | 10.5                 | 55/519                 | 3   |
| 1961 | 3 104 742           | 3 014 471            | 9.6                  | 50/521                 | 5   |
| 1965 | 3 204 648           | 3 136 506            | 9.6                  | 49/518                 | 1   |
| 1969 | 3 094 176           | 3 115 652            | 9.5                  | 49/518                 | 0   |
| 1972 | 3 620 625           | 3 615 183            | 9.7                  | 48/518                 | 1   |
| 1976 | 4 008 514           | 4 027 499            | 10.6                 | 53/518                 | 5   |
| 1980 | 3 941 365           | 3 908 459            | 10.3                 | 52/519                 | 1   |
| 1983 | 4 318 800           | 4 140 865            | 10.6                 | 53/520                 | 1   |
| 1987 | 3 859 244           | 3 715 827            | 9.8                  | 49/519                 | 4   |
| 1990 | 3 423 904           | 3 302 980            | 7.1                  | 51/662                 | 2   |
| 1994 | 3 657 627           | 3 427 196            | 7.3                  | 50/672                 | 1   |
| 1998 | 3 602 472           | 3 324 480            | 6.8                  | 47/669                 | 3   |
| 2002 | 4 311 178           | 4 315 080            | 9.0                  | 58/603                 | 11  |
| 2005 | 3 889 990           | 3 494 309            | 7.4                  | 46/614                 | 12  |
| 2009 | 3 191 000           | 2 830 238            | 6.5                  | 45/620                 | 1   |
| 2013 | 3 544 079           | 3 243 569            | 7.4                  | 56/631                 | 11  |
| 2017 | 3 255 487           | 2 869 688            | 6.2                  | 46/709                 | 10  |
| 2021 | 2 788 048           | 2 402 827            | 5.2                  | 45/736                 | 1   |
| 2025 | 3 271 730           | 2 963 732            | 6.0                  | 44/630                 | 1   |

### Elecciones al Parlamento Europeo
| Año  | # de votos | % de votos | # de escaños obtenidos | +/–         |
| ---- | ---------- | ---------- | ---------------------- | ----------- |
| 1979 | 2 817 120  | 10.1 (#3)  | 8/81                   |             |
| 1984 | 2 109 130  | 8.5 (#3)   | 7/81                   | 1           |
| 1989 | 2 326 277  | 8.2 (#4)   | 7/81                   | 0           |
| 1994 | 2 393 374  | 6.8 (#4)   | 8/99                   | 1           |
| 1999 | 2 540 007  | 9.4 (#4)   | 10/99                  | 2           |
| 2004 | 2 063 900  | 8.0 (#3)   | 9/99                   | 1           |
| 2009 | 1 896 762  | 7.2 (#6)   | 8/99                   | 1           |
| 2014 | 1 567 258  | 5.3 (#6)   | 5/96                   | 3           |
| 2019 | 2 354 816  | 6.3 (#5)   | 6/96                   | 1           |
| 2024 | 2 513 481  | 6,3 (#5)   | 6/96                   | Sin cambios |